# Блюитт, Джон
Джон Блюитт (англ. John P. Blewett, 1910 - 2000) — канадский и американский физик, специалист в области физики ускорителей.

## Биография
Обучался в Университете Торонто на степень бакалавра и магистра физики. Степень PhD получил в Принстонском университете. В 1936 году женился на Хилдред Хант, также специализирующейся на физике ускорителей. Работал постдоком в Великобритании, в Кавендишской лаборатории под руководством Эрнеста Резерфорда, Марка Олифанта и других известных учёных.
С 1937 по 1946 года работал в исследовательской лаборатории General Electric, Скенектади. В это время Дональд Керст построил в компании 20 МэВ бетатрон, ускорив в нём пучок электронов в 1941 году, а в 1945 Эрнест Чарльтон и Уильям Уэстендорф построили бетатрон на энергию 100 МэВ, что было рекордной энергией того времени. Примерно в это время Блюитт наткнулся на короткую статью советских физиков-теоретиков Дмитрия Иваненко и Исаака Померанчука об ограничении энергии бетатронов вследствие сильного излучения ультрарелятивистскими электронами в магнитном поле. В будущем это излучение получило название синхротронного. Блюитт произвёл вычисления и подтвердил, что синхротронное излучение не даст значительно продвинуться по энергии в бетатронах. Он предсказал сжатие орбиты в бетатроне, и оно наблюдалось экспериментально в точности с его расчётами.
Во время визита в 1945 году в Радиационную лабораторию в Беркли, Джон Бьюитт узнал о концепте ускорителя нового типа — синхротроне, предложенном Эдвином Макмилланом. Вернувшись домой, Бьюитт с коллегами решили построить маленький 70 МэВ электронный синхротрон быстрее, чем сам Макмиллан завершит сооружение своей 300 МэВ машины. Синхротрон был успешно запущен в 1947 году, однако он не стал первым: в Англии Фрэнк Говард и Д.Баркс сумели оперативно модифицировать небольшой бетатрон для работы в синхротронном режиме и подтвердили жизнеспособность принципа автофазировки Макмиллана/Векслера. В синхротроне GE, в отличие от бетатронов, была прозрачная вакуумная камера, что позволило явно наблюдать синхротронное излучение, однако к моменту этого наблюдения Бьюитт покинул GE.
В 1947 году Джон Бьюитт с женой переходят работать во вновь создаваемую Брукхейвенскую национальную лабораторию на острове Лонг-Айленд, штат Нью-Йорк. Однако, как раз в это время против друга Джона со студенческих времён было возбуждено дело по подозрению в шпионаже на СССР, впоследствии не подтвердившемся, и из соображений безопасности первые полгода доспуп в лабораторию Джону и Хилдред был закрыт. В дальнейшем Бьюитт принимал участие в создании протонного слабофокусирующего синхротрона Космотрон на рекордную энергию 3 ГэВ. Он отвечал за создание магнитной и ВЧ-системы ускорителя. Главной сложностью Космотрона была большая перестройка частоты ускоряющего поля, из-за доступной малой энергии инжекции, частота должна была изменяться в 10 раз. Бьюитт предложил использовать ускоряющий резонатор на феррите, который в то время был новым материалом. В группе физиков-ускорительщиков, запустивших Космотрон в 1952 году, в этом же году родилась концепция "жёсткой фокусировки", благодаря которой можно было рассчитывать на строительство ускорителей на значительно более высокую энергию.
В 1954 году было одобрено строительство жёсткофокусирующего синхротрона AGS на энергию 33 ГэВ, руководил работой Кен Грин, Джон Бьюитт был его заместителем. Синхротрон заработал в 1960 году. Джон Бьюитт и Люк Юань пытаются проработать проекты на значительно большую энергию, вплоть до 1 ТэВ в пучке, в итоге это выливается в проект ISABELLE, протонного коллайдера на энергию 200 ГэВ в пучке, который был сперва поддержан, но впоследствии закрыт.
В 1962 году Джон Бьюитт и Стэнли Ливингстон публикуют книгу "Ускорители частиц" (англ. Particle Accelerators), подытоживающую развитие в области физики ускорителей. В 1970 году Бьюитт основывает журнал Particle Accelerators, став его первым редактором; журнал просуществовал до 2000 года, выпустив 63 тома.
До 1973 года Бьюитт работал заместителем председателя ускорительного отдела BNL, затем занимал должность советника директора, ушёл на пенсию в 1978. Уже будучи на пенсии принимал участие в создании центра синхротронного излучения NSLS в Брукхейвенской лаборатории, а также был консультантом проекта источника синхротронного излучения TLS (Taiwan Light Source) на Тайване.

## Признание
С 1941 года член Американского физического общества. Премия Роберта Уилсона (1993).

## Публикации
- Blewett, J. P.; Jones, Ernest J. (1936). Filament Sources of Positive Ions. Physical Review. 50 (5): 464–468. Bibcode:1936PhRv...50..464B. doi:10.1103/PhysRev.50.464.
- Blewett, John P. (1939). The Properties of Oxide-Coated Cathodes. I. Journal of Applied Physics. 10 (10): 668–679. Bibcode:1939JAP....10..668B. doi:10.1063/1.1707247.
- Blewett, John P. (1939). The Properties of Oxide-Coated Cathodes. II. Journal of Applied Physics. 10 (12): 831–848. Bibcode:1939JAP....10..831B. doi:10.1063/1.1707270.
- Blewett, J. P.; Liebhafsky, H. A.; Hennelly, E. F. (1939). The Vapor Pressure and Rate of Evaporation of Barium Oxide. The Journal of Chemical Physics. 7 (7): 478–484. Bibcode:1939JChPh...7..478B. doi:10.1063/1.1750476.
- Blewett, John P.; Ramo, Simon (1940). High Frequency Behavior of a Space Charge Rotating in a Magnetic Field. Physical Review. 57 (7): 635–641. Bibcode:1940PhRv...57..635B. doi:10.1103/PhysRev.57.635.
- Blewett, John P. (1946). Radiation Losses in the Induction Electron Accelerator. Physical Review. 69 (3–4): 87–95. Bibcode:1946PhRv...69...87B. doi:10.1103/PhysRev.69.87.
- Livingston, M. S.; Blewett, J. P.; Green, G. K.; Haworth, L. J. (1950). Design Study for a Three-Bev Proton Accelerator. Review of Scientific Instruments. 21 (1): 7–22. Bibcode:1950RScI...21....7L. doi:10.1063/1.1745428.
- Blewett, J. P. (1952). Radial Focusing in the Linear Accelerator. Physical Review. 88 (5): 1197–1199. Bibcode:1952PhRv...88.1197B. doi:10.1103/PhysRev.88.1197.
- Blewett, J. P. (1956). The Proton Synchrotron. Reports on Progress in Physics. 19 (1): 37–79. Bibcode:1956RPPh...19...37B. doi:10.1088/0034-4885/19/1/302. S2CID 250737283.
- Maglić, Bogdan C.; Blewett, John P.; Colleraine, Anthony P.; Harrison, W. Craig (1971). Fusion Reactions in Self-Colliding Orbits. Physical Review Letters. 27 (14): 909–912. Bibcode:1971PhRvL..27..909M. doi:10.1103/PhysRevLett.27.909.
- Blewett, J.P. (1971). 200 GeV intersecting storage accelerators. Proceedings of the 8th International Conference on High-Energy Accelerators. 28: 501–504.
- Grand, P.; Batchelor, K.; Blewett, J. P.; Goland, A.; Gurinsky, D.; Kukkonen, J.; Snead, C. L. (1976). An Intense Li(d,n) Neutron Radiation Test Facility for Controlled Thermonuclear Reactor Materials Testing. Nuclear Technology. 29 (3): 327–336. Bibcode:1976NucTe..29..327G. doi:10.13182/NT76-A31598.
- Blewett, John P.; Chasman, R. (1977). Orbits and fields in the helical wiggler. Journal of Applied Physics. 48 (7): 2692–2698. Bibcode:1977JAP....48.2692B. doi:10.1063/1.324119.
- Blewett, John P. (1988). Synchrotron radiation — 1873 to 1947. Nuclear Instruments and Methods in Physics Research Section A: Accelerators, Spectrometers, Detectors and Associated Equipment. 266 (1–3): 1–9. Bibcode:1988NIMPA.266....1B. doi:10.1016/0168-9002(88)90349-X.
- Blewett, John P. (1998). Synchrotron Radiation – Early History. Journal of Synchrotron Radiation. 5 (3): 135–139. Bibcode:1998JSynR...5..135B. doi:10.1107/S0909049597043306. PMID 15263467.